# Rio Beltic
O Rio Beltic é um rio da Romênia afluente do Rio Asod, localizado no distrito de Harghita.